# Georg Fuhg

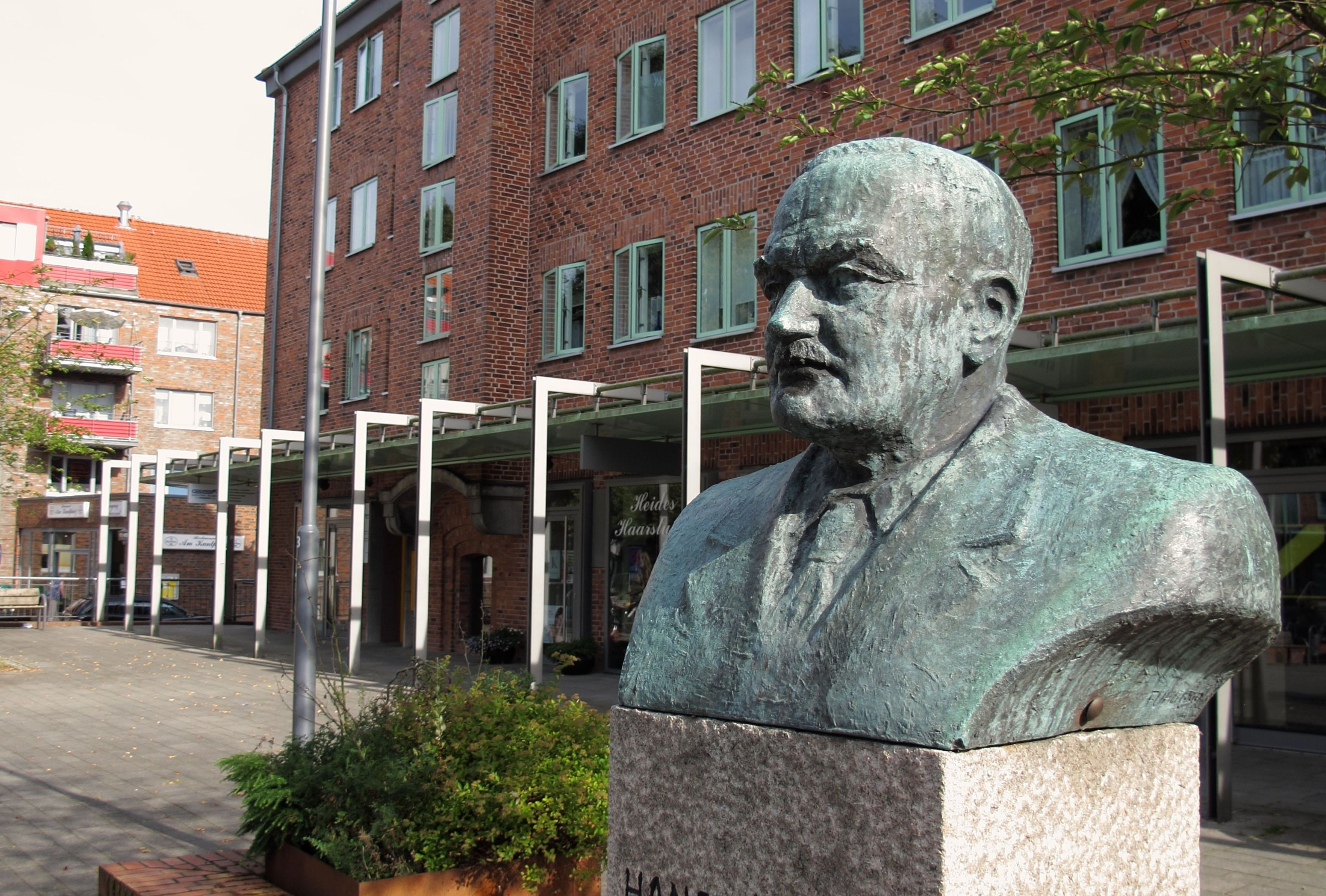
Hans-Böckler-Büste von Georg Fuhg am Kantplatz (1960)

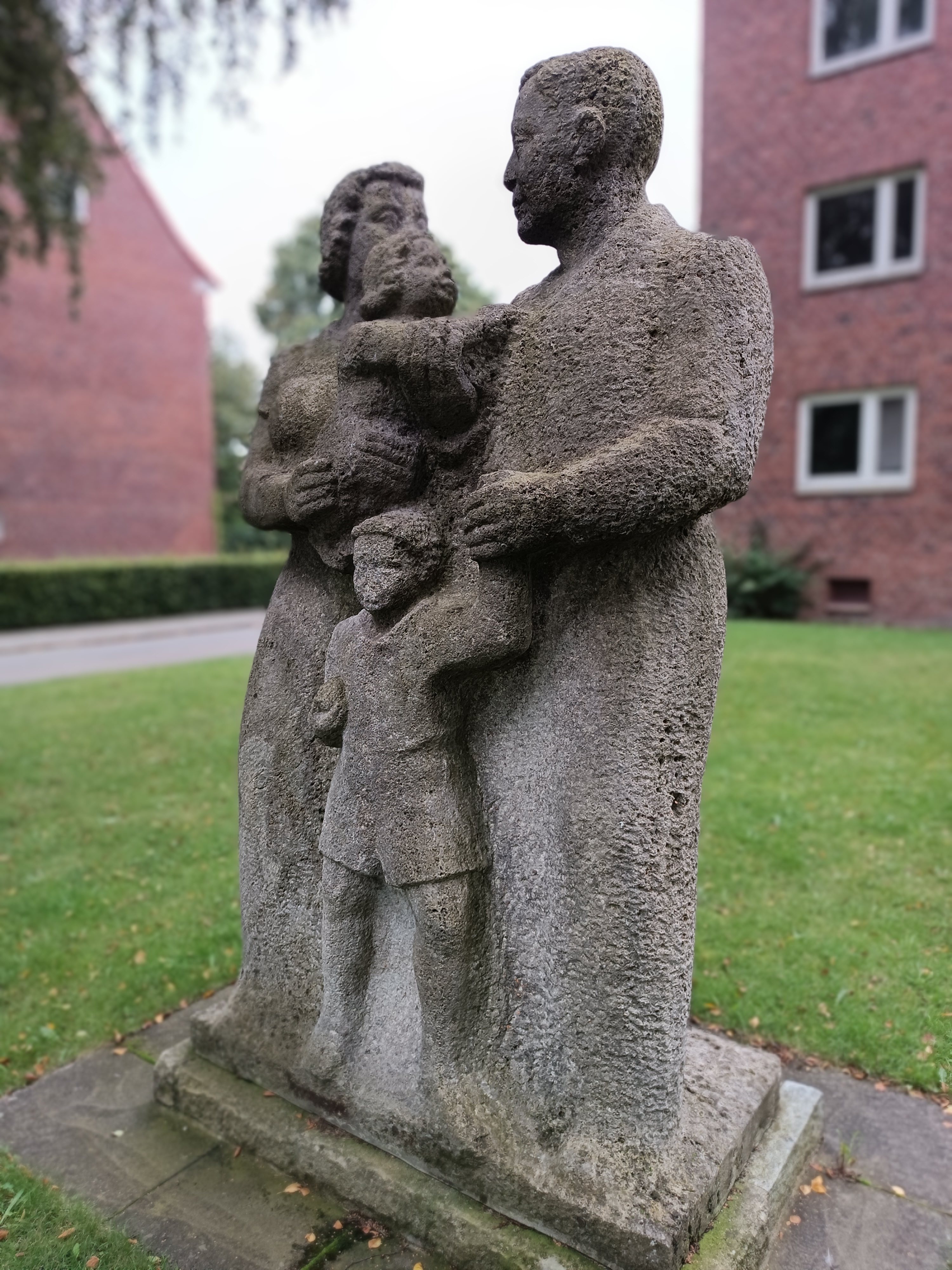
Die Familie (1963)

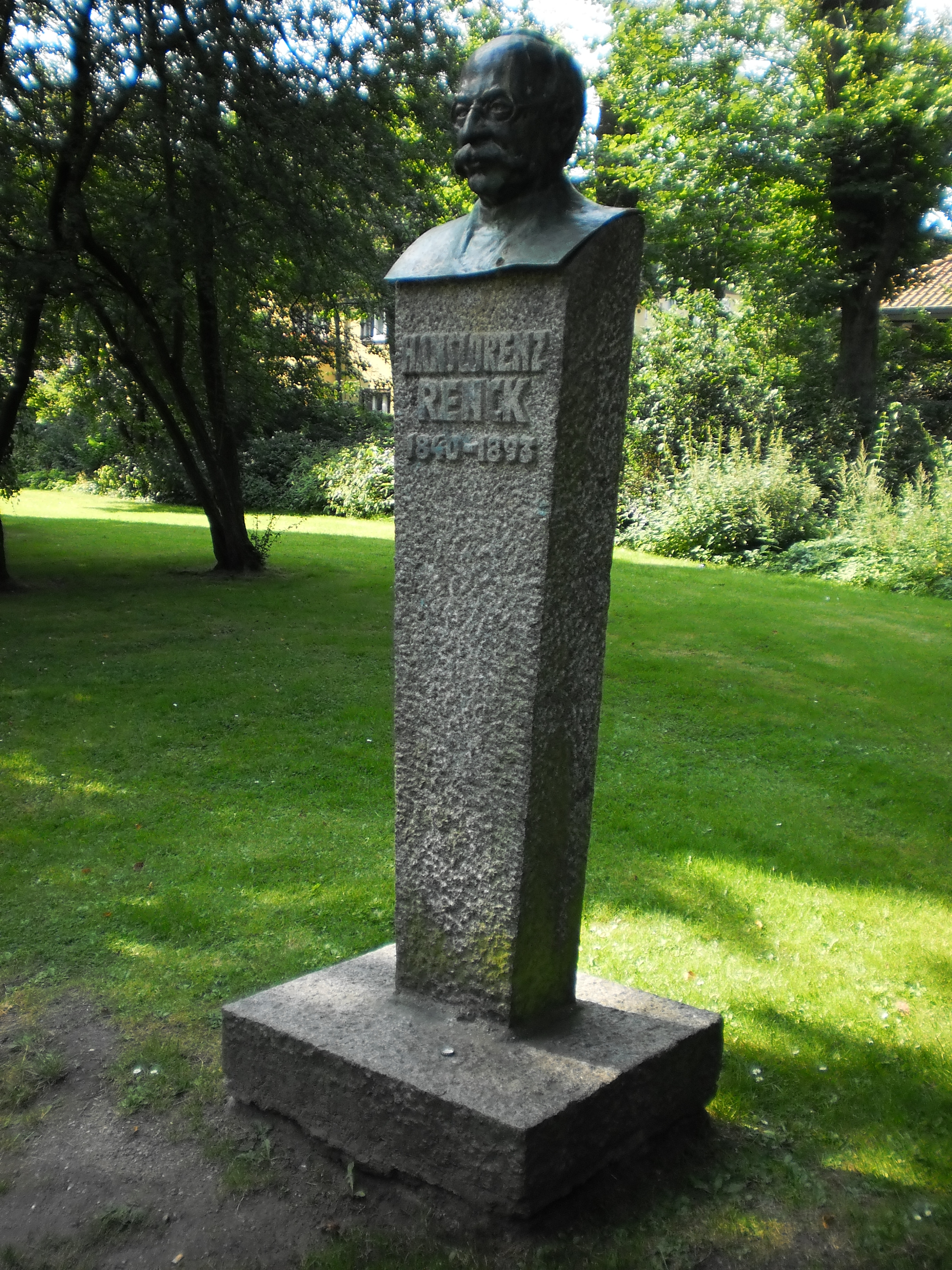
Rencks Büste

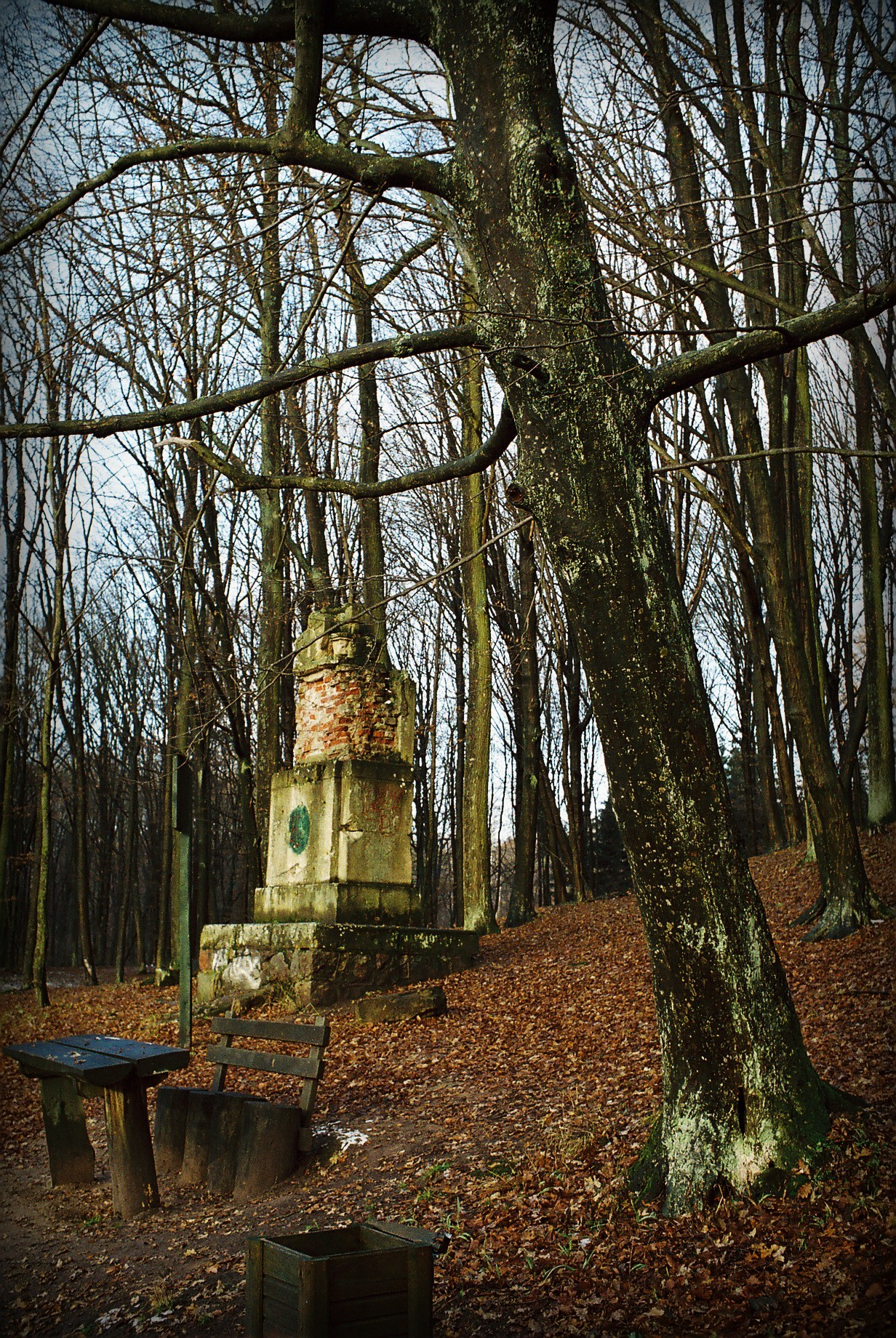
Denkmal Kanoniere im Lötzener Stadtwald (2005)

Georg Fuhg (* 29. Oktober 1898 in Mehlsack, Ostpreußen; † 13. November 1976 in Neumünster) war ein deutscher Bildhauer und Töpfer.

## Leben und Werk
Georg Fuhg wurde als Sohn des Besitzers eines Hartsteinwerks geboren. Er besuchte die Präparandenanstalt und legte 1919 das Examen zum Volksschullehrer ab. Nach drei Jahren begann er 1922 das Studium beim Hermann Brachert an der Kunst- und Gewerkschule in Königsberg. Als freier Künstler stellte er ab 1927 in Königsberg Porträts und Plastiken aus. Georg Fuhg heiratete 1929 Käte Wölki († 1968).
In Stein und Bronze schuf er die Reiter für Angerburg, die Kanoniere für den Stadtwald Lötzen, das Denkmal für Johann Georg Hamann sowie viele Werke an öffentlichen Gebäuden und Plätzen. Sein bekanntestes Werk war Walther von der Vogelweide als Sitzgestalt im Königsberger Tiergarten.
Während des Zweiten Weltkriegs wurde er als Soldat verwundet, gelangte 1945 mit dem Lazarettschiff „Sachsenwald“ über Kopenhagen nach Schleswig-Holstein und vereinte sich mit seiner geflüchteten Familie in Thüringen. Er lebte zunächst einige Jahre in Tellingstedt. Er verkaufte dort eigene Schnitzereien und Töpfereien. 1950 siedelte die Familie nach Neumünster über.
Nach Kriegsende schuf er in Bronze die lebensgroße Skulptur des Trakehners Hessenstein in Bad Pyrmont und Büsten von Agnes Miegel, Immanuel Kant und Nikolaus Kopernikus. Auch die Königsberger Bürgermedaille wurde von ihm entworfen. Vor dem Ratsgymnasium Rotenburg (Wümme) in Rotenburg (Wümme) (Partnerlandkreis von Angerburg) steht seit 1964 die Fohlengruppe des Künstlers.
In Neumünster fand er eine neue Heimat. Er schuf viele Plastiken für die Stadt, u. a. in Rencks Park oder die Büste von Hans Böckler in der Böcklersiedlung. Dort findet sich auch die von Fritz During geschaffene Bronzeplastik „Violanda – Die Schreitende“ (1958), die schon mal Fuhg zugeordnet wurde sowie die Steinskulpturen „Die Familie“ (1963) und „Rübezahl“ (Böckler-Schule, 1964). Eine weitere „lebensgroße“ Bronzeplastik – das Einhorn – entstand für die Wittorfer Schule. Die Steinplastik Schäfer entstand für das Neumünsteraner Veterinäruntersuchungsamt (heute Landeslabor), die Steinplastik Seehunde für den Falderapark.

## Ehrungen
- Kulturpreis der Landsmannschaft Ostpreußen (1964)
- Die Stadt Neumünster widmete nach ihm die Georg-Fuhg-Straße